# Vanishing Vision
Vanishing Vision é o primeiro álbum da banda japonesa de heavy metal X Japan, então conhecida apenas como X, lançado em 14 de abril de 1988 pela Extasy Records. Ele inclui as primeiras versões de "Kurenai" e "Un-finished..." cujas novas versões apareceriam depois no álbum Blue Blood.
Liderou a parada de álbuns independentes da Oricon (Indies Albums) e alcançou a posição 19 na parada principal (Oricon Albums Chart).

## Visão geral
Vanishing Vision foi lançado em disco de vinil em 14 de abril de 1988 pelo próprio selo do líder e baterista Yoshiki, a Extasy Records. Uma prensagem limitada a cinco mil discos de imagem também foi feita, incluindo um disco flexível avulso de "Stab Me in the Back". Esta versão da música foi originalmente incluída no sampler da Victor Records fevereiro de 1987, Skull Thrash Zone Volume I e foi gravada com Pata como guitarrista suporte. Também é diferente da que mais tarde apareceu no terceiro álbum, Jealousy, de 1991. A letra desta versão de "Kurenai" é inteiramente em inglês, mais tarde ela apareceria principalmente em japonês no Blue Blood e seria lançada como seu single de estreia major, tornando-se uma das canções características do X Japan. hide revelou que esta era sua música favorita do X antes de se juntar à banda e ficou desapontado porque eles não quiseram a perfomar quando ele entrou, então teve que reclamar para que tocassem. Tanto Toshi quanto Taiji sentiram que ela possui toque muito japonês, com Taiji enfatizando que cada membro ajudou a organizá-lo.
A banda embarcou em turnê extensivamente para divulgar o álbum, começando com a Vanishing Tour '88 Spring durante março e início de abril. A Vanishing Tour Vol.2 os levou a 20 localidades para 24 shows de junho a julho, enquanto a Turnê Burn Out '88 de outubro teve 12 apresentações em outubro.
Vanishing Vision foi relançado em CD em 15 de outubro de 1989. Isso foi após o lançamento do segundo álbum da banda, Blue Blood, pela grande gravadora CBS/Sony. Uma versão em CD remasterizada digitalmente foi lançada em 13 de setembro de 2000 pela Warner Music Japan.

## Composição
O título do álbum, Vanishing Vision, foi escolhido para significar que a banda estava trocando a imagem desavergonhada que havia adquirido para um novo começo. A arte da capa desenhada por Shiro Nishiguchi foi inspirada na faixa "Sadistic Desire", com participação de cada membro da banda.
Yoshiki afirmou que "Vanishing Love", que tem quase metade de letras em japonês e metade em inglês, representa a fraqueza humana. Os outros membros ressaltaram que apesar de ser uma música rápida, as guitarras gêmeas e a melodia são mais importantes. "Phantom of Guilt" tem um ritmo de 16 batidas e a letra representa o conflito dentro do espírito humano, de acordo com Toshi. "Sadistic Desire" é uma canção da banda anterior de hide, Saver Tiger, originalmente chamada de "Sadistic Emotion". Yoshiki reescreveu sua letra, sobre sexo violento, inspirada no filme Veludo Azul de 1986. Excepcionalmente, para esta faixa Taiji tocou seu baixo com os dedos e ela contém uma espécie de solo de baixo. Uma versão alternativa da música apareceria mais tarde no single de X, "Silent Jealousy", de 1991.
Taiji escreveu o ritmo de 16 batidas, a canção slap bass "Give Me the Pleasure" depois de assistir a uma reportagem sobre um assassinato. A faixa é incomum para o X por usar acordes menores com sétima e ter uma batida de tambor étnica que também usava instrumentos incomuns como os timbales e sinos de vaca. "I'll Kill You" é uma versão reformulada do single de estreia de 1985. Yoshiki explicou que a canção não é sobre matar pessoas como o título sugere, mas é uma canção de amor no estilo de um casal descontente. Yoshiki escreveu a letra de "Alive" para falar sobre a vida humana e a vida ou a morte em um sonho. A introdução contém um trecho do primeiro movimento da Sonata para piano n.º 14 de Ludwig van Beethoven. hide afirmou que os solos de guitarra dessa música contrastam com os outros do álbum porque são mais melódicos; como "uma guitarra chorando."
Embora pareça uma canção de amor, Yoshiki afirmou que "Kurenai" é na verdade sobre "a luta do coração". Assim como o título sugere, "Un-finished..." é uma balada curta e incompleta que repentinamente é interrompida. Yoshiki apresentou a canção após o álbum ser concluído, sentindo que precisava de um tema final.

## Recepção
Apesar de ser lançado por uma gravadora independente, vendeu mais de dez mil cópias, liderando a parada de álbuns indies da Oricon, Oricon Indies Albums. Todavia, também alcançou a décima nona posição na parada de álbuns principal da Oricon, Oricon Albums Chart, tornando-os a primeira banda independente a entrar na parada principal.
Em 1990, com mais de 158.220 cópias vendidas, Vanishing Vision foi o 78º álbum mais vendido do ano e permaneceu nas paradas por 47 semanas. Até 1997, vendeu mais de 800.000 cópias.

## Faixas
Todas as letras escritas por Yoshiki, exceto onde especificado. 
| Lado A |                             |        |         |         |  |
| N.º    | Título                      | Letras | Música  | Duração |  |
| 1.     | "Dear Loser" (Instrumental) |        | Taiji   | 2:27    |  |
| 2.     | "Vanishing Love"            | Toshi  | Yoshiki | 6:01    |  |
| 3.     | "Phantom of Guilt"          |        | Taiji   | 5:18    |  |
| 4.     | "Sadistic Desire"           |        | hide    | 6:09    |  |

| Lado B         |                              |                |         |  |
| N.º            | Título                       | Música         | Duração |  |
| 5.             | "Give Me The Pleasure"       | Taiji, hide    | 2:57    |  |
| 6.             | "I'll Kill You"              | Yoshiki        | 3:29    |  |
| 7.             | "Alive"                      | Yoshiki        | 8:24    |  |
| 8.             | "Kurenai" (Versão em inglês) | Yoshiki        | 5:46    |  |
| 9.             | "Un-finished..."             | Yoshiki        | 1:32    |  |
| Duração total: | Duração total:               | Duração total: | 42:03   |  |

## Músicos
X
- Yoshiki - bateria e piano
- Toshi - vocais
- Hide - guitarra
- Pata - guitarra
- Taiji - baixo

Produção
- Kinya Maekawa, Seiji Komura - direção
- Masanori Chinzei - engenheiro de gravação e engenheiro de mixagem
- Hikaru Sawamura - engenheiro de mixagem
- Akinori Yoshino - engenheiro assistente
- Norio Kaziki - fotografia
- Shiro Nishiguchi - design de manga
- NOBU - direção de arte e design (apenas em CD)
- Mitsukazu "Quincy" Tanaka - engenheiro de masterização digital (apenas em CD)

## Desempenho nas paradas
| Parada (1988)        | Posição de pico |
| -------------------- | --------------- |
| Oricon Indies Albums | #1              |
| Oricon Albums Chart  | #19             |